# 검은 해적
《검은 해적》(영어: Black Sails)은 2014년부터 2018년까지 방영된 드라마로, 소설 《보물섬》의 프리퀄을 표방하며 뉴프로비던스섬을 배경으로 펼쳐지는 이야기이다. 조너선 E. 스타인버그가 기획하였다.

## 출연
- 토비 스티븐스 - 제임스 맥그로 / 플린트
- 해나 뉴 - 엘리너 거스리
- 루크 아널드 - "긴다리" 존 실버
- 제시카 파커 케네디 - 맥스
- 톰 호퍼 - 윌리엄 "빌리 본즈" 맨덜리
- 잭 맥가원 - 찰스 베인
- 토비 슈미츠 - 존 래컴
- 클래라 패짓 - 앤 보니
- 마크 라이언 - 핼 게이츠
- 하킴 케이캐짐 - 미스터 스콧
- 숀 캐머런 마이클 - 리처드 거스리
- 루이즈 반스 - 미란다 해밀턴 / 발로
- 루퍼트 펜리존스 - 토머스 해밀턴
- 루크 로버츠 - 우즈 로저스
- 레이 스티븐슨 - 에드워드 티치
- 데이비드 윌멋 - 이즈리얼 핸즈